# سيئ ومجنون (مسلسل كوري جنوبي)
سيئ ومجنون (هانغل: 배드 앤 크레이지)؛ هو مسلسل تلفزيوني كوري جنوبي، من بطولة لي دونغ ووك، وي ها-جون، هان جي ايون، عرض على تي في إن يومي الجمعة والسبت من 17 ديسمبر 2021 إلى 28 يناير 2022، وهو متاح أيضًا على منصة iQIYI.

## القصة
تدور القصة حول محقق فاسد ومتعجرف، يعمل سو يول (لي دونج ووك) كضابط شرطة، إنه مؤهل في وظيفته، لكن لديه أيضًا أخلاقيات مشكوك فيها. سيفعل أي شيء لتحقيق النجاح، بسبب شخصيته الطموحة، حصل على ترقيات في فترة زمنية قصيرة، تنقلب حياته السلسة فجأة مع ظهور كاي (وي ها جون). كاي هو شخص صالح، ولكنه أيضًا شخص معتوه وغير طبيعي، كلما يواجه الظلم، يقابله بقبضة حديدية، يحلم بأن يكون بطلا.
في الوقت ذاته، هي-جيوم (هان جي يون) تعمل ملازمًا في شرطة مكافحة المخدرات في قسم شرطة مواوي، كما أنها شخصية صالحة ومتحمسة لعملها، لقد واعدت سو يول ذات مرة.

## بطولة

### طاقم رئيسي
- لي دونغ ووك مثل سو ايول، محقق شرطة فاسد يتحول إلى بطل من أجل العدالة.[6]
- وي ها جون في دور كاي، رجل فولاذي لديه شعور انساني ويريد تنفيذ العدالة ومستعد للجوء لإي وسيلة ممكنة. وهو شخصية داخلية لسيو ايول [7]
- هان جي ايون في هي جيوم، محققة من فريق بقسم مكافحة المخدرات.[8]
- تشا هاك-ايون في دور اوه كيونغ-تاي، عضو في إدارة تحقيق مكافحة الفساد في وكالة الشرطة الوطنية.[9]

## المشاهدات
| الموسم | الموسم | رقم الحلقة | رقم الحلقة | رقم الحلقة | رقم الحلقة | رقم الحلقة | رقم الحلقة | رقم الحلقة | رقم الحلقة | رقم الحلقة | رقم الحلقة | رقم الحلقة | رقم الحلقة | المتوسط |
| الموسم | الموسم | 1          | 2          | 3          | 4          | 5          | 6          | 7          | 8          | 9          | 10         | 11         | 12         | المتوسط |
| ------ | ------ | ---------- | ---------- | ---------- | ---------- | ---------- | ---------- | ---------- | ---------- | ---------- | ---------- | ---------- | ---------- | ------- |
|        | 1      | 1086       | 947        | 1059       | 875        | 852        | 740        | 934        | 854        | غ/م        | 724        | 633        | 757        | N/A     |

| Ep. | تاريخ البث     | (                 | (      |
| Ep. | تاريخ البث     | على الصعيد الوطني | سيئول  |
| --- | -------------- | ----------------- | ------ |
| 1 | 17 ديسمبر 2021 | 4.473%            | 4.769% |
| 2 | 18 ديسمبر 2021 | 3.686%            | 4.202% |
| 3 | 24 ديسمبر 2021 | 3.747%            | 4.325% |
| 4 | 25 ديسمبر 2021 | 3.134%            | 3.579% |
| 5 | 31 ديسمبر 2021 | 3.398%            | 3.683% |
| 6 | 1 يناير 2022   | 2.617%            | 3.032% |
| 7 | 7 يناير 2022   | 3.477%            | 3.619% |
| 8 | 8 يناير 2022   | 3.098%            | 3.521% |
| 9 | 14 يناير 2022  | 3.389%            | _      |
| 10 | 21 يناير 2022  | 2.811%            | 3.106% |
| 11 | 22 يناير 2022  | 2.390%            | 2.825% |
| 12 | 28 يناير 2022  | 2.841%            | 2.830% |
| المعدل | المعدل         | %                 | %      |
| - تُبث هذه الدراما على قناة الكابل / التلفزيون المدفوع الذي عادةً ما يكون جمهوره أصغر نسبيًا مقارنةً بالمحطات التلفزيونية / العامة (KBS ، SBS ، MBC ، EBS). |                |                   |        |

## الإنتاج

### صناعة
- تخطيط : كيم يونغ كيو (S.D).[1]
- المساهم : منصة IQIYI[1]
- فريق العمل : إستوديو دراغون & مينك انترتينمنت.[1]

في 31 مارس 2021، أُعلن أن يو سيون دونغ، مخرج المسلسل التلفزيوني إشاعة رائعة سيخرج مسلسل «سيء ومجنون». المسلسل هو ثالث تعاون درامي بين منصة iQIYI وقسم استوديو دراغون (المسؤول عن أعمال تي في إن بنسبة 90%) بعد شريكي في السكن جوميهو ونجوم الرماية. هي من الأعمال التي خسرتها شبكة أو سي إن مثل الصوت، هوم تاون، السعادة، نظراً لسياسة الشركة الأم الحالية.

### طاقم
في 19 مايو 2021، أفيد أن هان جي يون تلقت دعوة للانضمام في المسلسل. في 14 يونيو، ذكرت وكالة تشا هاك ايون، «فيفتي ون كي» أنه كان يفكر في عرض الذي اقتراح عليه لانضمام في المسلسل. في 1 سبتمبر، تم تأكيد أن لي دونغ ووك وهان جي ايون سيلعبان دور البطولة الرئيسية في المسلسل التلفزيوني.

### التصوير
في 5 أغسطس، أفيد أن تصوير المسلسل يجري في أوتشانغ إيوب، تشونغ وون غو، بمقاطعة تشونغتشونغ الشمالية في 8 أغسطس.

## روابط خارجية
- على الموقع الرسمي
- سيئ ومجنون على موقع IMDb (الإنجليزية)
- سيئ ومجنون على موقع نتفليكس (الإنجليزية)
- سيئ ومجنون على موقع فيلمافينيتي (الإسبانية)
- سيئ ومجنون على موقع ليتربوكسد (الإنجليزية)
- سيئ ومجنون على موقع كينوبويسك (الروسية)
- سيئ ومجنون على موقع قاعدة بيانات الفيلم (الإنجليزية)
- سيئ ومجنون على هانسينما